# Котяча акула тигрова
Котяча акула тигрова (Halaelurus natalensis) — акула з роду Halaelurus родини Котячі акули.

## Опис
Загальна довжина досягає 47-50 см. Зовнішністю схожа на смугасту плямисту акулу. Голова широка. Морда сплощена. Ніс трохи піднято до гори (кирпатий). Очі відносно невеликі, у 11-14 разів коротше відстані від кінчика носа до переднього спинного плавця. Очі мають горизонтально-мигдалеподібну форму, з мигальною перетинкою. Розміщені на голові відносно високо. за ними розташовані маленькі бризкальця. Ніздрі з трикутними носовими клапанами. Губні борозни короткі. Рот великий. Зуби розташовані у декілька щільних рядків. Вони дрібні, з 3-5 верхівками (частіше 3), з яких центральна є високою та гострою, бокові — маленькими. Поверхня горлянки вкрита характерними сосочками. У неї 5 пар коротких зябрових щілин. Тіло обтічне. Грудні плавці великі. Має 2 спинних плавців, що розташовані у хвостовій частині. Початок переднього спинного плавця розташована навпроти останньої треті основи черевних плавців, задній — навпроти кінця анального плавця. Задній більше за передній. Черево середньої довжини. Птеригоподії у самців (на черевних плавцях) відносно довгі. Анальний плавець низький й широкий, його основа у 1,3 рази довше основи заднього спинного плавця. Хвостовий плавець помірно вузький та короткий, гетероцеркальний.
Забарвлення спини та боків жовто-коричневе. Уздовж спини, боків, хвостового плавця розташовано 10 пар темно-коричневих сідлоподібних плям, що надають цій акулі схожість із тигром. на кінці ці плями темніше. Черево має кремовий колір.

## Спосіб життя
Тримається на глибинах до 172 м, зазвичай до 100 м (єдиний випадок зафіксував акулу на глибині 355 м). Доволі повільна і млява акула. Полює біля дна, є бентофагом. Живиться переважно ракоподібними, кальмарами, личинками, а також морськими черв'яками та дрібною костистою рибою.
Статева зрілість у самців настає при розмірах 29-35 см, у самиць — 30-44 см. Це яйцекладна акула. Самиця відкладає 6-11 яєць завдовжки 4 см та завширшки 1,5 см. Особливістю розмноження є тривала інкубація яєць у тілі самиці, що є своєрідною перехідною формою від яйцекладення до яйцеживородження.
Не є об'єктом промислового вилову.

## Розповсюдження
Мешкає уздовж узбережжя Західної та Східної Капських провінцій, Квазулу-Наталь (ПАР) й Мозамбіку.